# Johann Georg Albrecht Höpfner
Johann Georg Albrecht Höpfner (1759 – 1813) è stato un farmacista e giornalista svizzero.
Pubblicò la rivista Magazin für die Naturkunde Helvetiens nell'ambito della quale nel 1789 fu il primo a nominare il minerale tremolite.